# Spinner (Unternehmen)
Die Spinner GmbH ist ein international tätiges Unternehmen mit Hauptsitz in München.

## Unternehmensentwicklung
Das Unternehmen ist seit Ende der 1940er Jahre für die Entwicklung von Hochfrequenz-Steckverbindern bekannt. 1990 fand eine Spezialisierung auf die Konfektionierung von Koaxialkabeln für Mobilfunk-Basisstationen statt. Seit 2000 entwickelt und liefert das Unternehmen Mehrsenderweichen und Filter für die weltweite Einführung des terrestrischen Digitalfernsehens. Einen weiteren Schwerpunkt bilden Vielkanal-Drehkupplungen für Radar. Das Unternehmen ist Mitglied des Umweltpakts Bayern.

## Unternehmensstruktur

### Standorte
Die Gruppe beschäftigt weltweit ca. 1000 Mitarbeiter in sechs Produktionsgesellschaften, elf Vertriebsniederlassungen und zahlreichen Vertretungen. Die Werke von Spinner befinden sich in München, Feldkirchen-Westerham, Lauenstein, Szekszárd (Ungarn) und Shanghai (China).

### Produkte

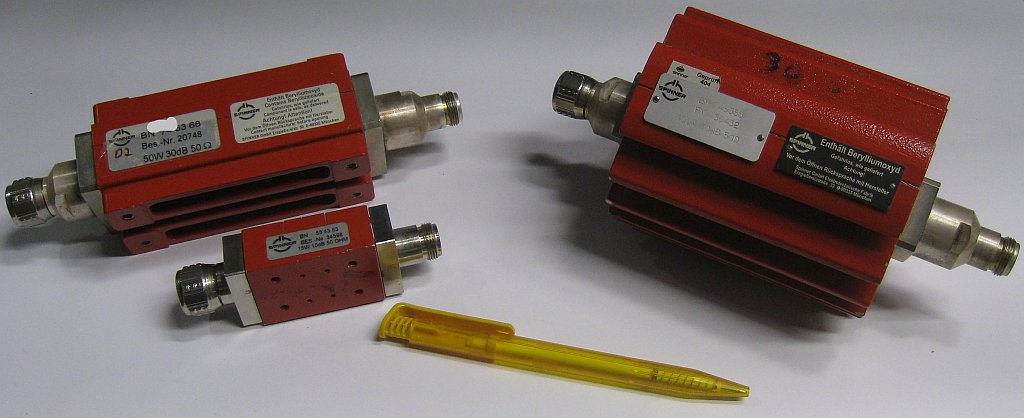
Beispiele von RF Dämpfungsgliedern von Spinner.

Spinner ist tätig in der Hochfrequenztechnik, insbesondere in den Bereichen Mobilfunk, Rundfunk, Radar- und Satellitensysteme sowie Hochfrequenz-Anwendungen in der Industrie, der Medizintechnik und der Grundlagenforschung.
Kunden von Spinner sind Sender- und Antennenhersteller, Rundfunk- und Fernsehgesellschaften und Telekommunikationsunternehmen sowie Hersteller von Radar-Systemen. Darüber hinaus finden sich Hochfrequenz-Komponenten von Spinner in vielen Forschungseinrichtungen, die Teilchenbeschleuniger (z. B. CERN, DESY, BESSY, Paul Scherrer Institut uvm.) oder Fusionsforschungsanlagen betreiben (Max-Planck-Institut für Plasmaphysik, Joint European Torus, CEA Cadarache etc.).